# Bisdom Darjeeling
Het bisdom Darjeeling (Latijn: Dioecesis Darieelingensis) is een rooms-katholiek bisdom met als zetel Darjeeling, in India. Naast gebied in India beslaat het bisdom tevens geheel Bhutan. Het bisdom is suffragaan aan het aartsbisdom Calcutta. 

## Geschiedenis
Het bisdom werd opgericht op 15 februari 1929, als de missio sui iuris Sikkim, uit delen van het aartsbisdom Calcutta en het apostolisch vicariaat Tatsienlu. Op 16 juni 1931 werd het verheven tot apostolische prefectuur. Op 8 augustus 1962 werd het verheven tot bisdom, met de naam bisdom Darjeeling. 

## Parochies
Het bisdom had in 2021 een oppervlakte van 9.521 km2 en telde 1.535.370 inwoners waarvan 2,4% rooms-katholiek was.

## Ordinarii

### Prefecten
- Jules-Elmire Douénel (superior: 19 februari 1929, prefect: 16 juni 1931 - 8 april 1937)
- Aurelio Gianora (14 mei 1937 - 8 augustus 1962)

### Bisschoppen
- Eric Benjamin (8 augustus 1962 - 12 mei 1994)
- Stephen Lepcha (14 juni 1997 - heden)

Calcutta (aartsbisdom) · Asansol · Bagdogra · Baruipur · Darjeeling · Jalpaiguri · Krishnagar · Raiganj